# Haarlemmermeer
Haarlemmermeer este o comună în provincia Olanda de Nord, Țările de Jos. În comuna acesta se află Aeroportul Amsterdam Schiphol. Comuna ocupă terenul unui polder obținut prin secarea unui lac numit Lacul Haarlem-ului (neerlandeză Haarlemmermeer), nume care este utilizat actualmente și de către comună.

## Localități componente
Aalsmeerderbrug, Abbenes, Badhoevedorp, Beinsdorp, Boesingheliede, Buitenkaag, Burgerveen, Cruquius, De Hoek, Hoofddorp, 't Kabel, Leimuiderbrug, Lijnden, Lisserbroek, Nieuwe Meer, Nieuwebrug, Nieuw-Vennep, Oude Meer, Rijsenhout, Rozenburg, Schiphol, Schiphol-Rijk, Vijfhuizen, Weteringbrug, Zwaanshoek, Zwanenburg.